# Гвинтівка Дрейзе
Гвинтівка Дрейзе — голчаста однозарядна гвинтівка з ковзаючим затвором, розроблена Йоганном фон Дрейзе в 1836 році і прийнята на озброєння прусською армією в 1846 році.

## Історія
В другій половині XIX століття з'явилось багато зразків казеннозарядних капсульних гвинтівок. Конструкція затворів різних зразків гвинтівок принципово нічим не відрізнялись. Перед конструкторами-зброярами постала проблема забезпечення надійної обтюрації, тобто герметичності зарядної камери. Капсульні казеннозарядні гвинтівки себе не виправдали, тому більш перспективними на той час вважались голчасті системи з унітарним паперовим патроном, серед яких особливою популярністю користувалися прусські голчасті гвинтівки, які були виготовлені Йоганном фон Дрейзе. Перший зразок такої гвинтівки був випущений в 1827 році.
Зразок, виготовлений майстром уже в 1836 році, представляв собою голчасту гвинтівку з ковзним затвором, в якому використовувався унітарний патрон, паперова гільза якого вилітала при пострілі. Спочатку використовували кулю яйцеподібної форми, яку потім замінили кулею системи Міньє. Основа ударного складу, яка заміняла капсуль, знаходилась в папковому піддоні під кулею. Ударникова голка пронизувала пороховий заряд і ударом підпалювала купсуль. Обтюрація в казеннику досягалася щільним обтисненням бойової личинки так, що порохові гази не потрапляли в обличчя стрільцю.
Дрейзе запропонував свою гвинтівку французькому уряду, але там його розробку відхилили. Лише після всебічних випробувань, які проходили в 1841 році в Пруссії, гвинтівку Дрейзе прийняли на озброєння прусських військ. В гвинтівці зразка 1862 року були проведені деякі незначні зміни конструкції. Вона було названа гвинтівкою зразка 1841—1862 рр. Гвинтівка Дрейзе була першою казеннозарядною військовою гвинтівкою, яка стріляла унітарним патроном. В той час прусська армія, яка була озброєна казеннозарядними гвинтівками, випереджала армії інших держав, які були оснащені капсульними і кремневими гвинтівками, які заряджались з дула.

### Бойове використання
Прусська гвинтівка Дрейзе отримала перше бойове хрещення під час походу в Данію в 1846 році. В переможній битві при Алміне, в якій взяли участь дві роти 12-го прусського полку, які були озброєні голчастими гвинтівками, спеціалісти відмітили їх хороші бойові якості.
Проте ще довгий час були сумніви з приводу якості бою голчастих гвинтівок, які були повністю спростовані тільки через 25 років: після походів 1864—1866 рр., у ході яких «нова» гвинтівка зарекомендувала себе (особливо в битві при Садові) з найкращого боку. Після цього більшість країн поспішили озброїти свої армії гвинтівками, які заряджаються з казенника. Для цього спеціалісти одних країн, за прикладом Пруссії, стали переробляти гвинтівки для заряджання з казенника, а інші — відразу перейшли на нові казеннозарядні гвинтівки.
Система Дрейзе протрималась у Пруссії 30 років — термін достатньо великий для того часу, коли нові системи ставали старими протягом 10 років.

## Механізм

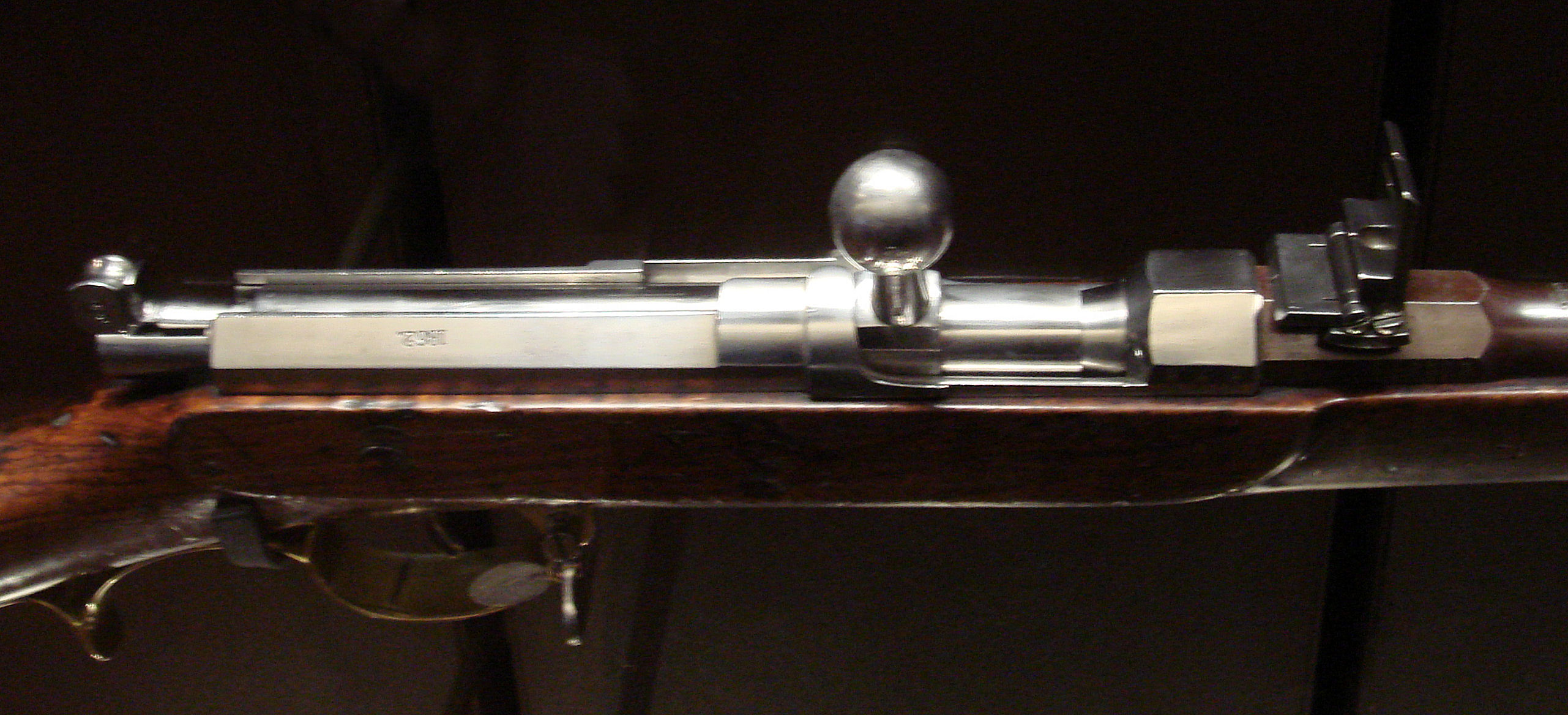
Ковзний затвор гвинтівки Дрейзе

Гвинтівка мала залізний ствол, калібр 15,43 мм, довжина складала 905 мм, а також чотири нарізи (шириною 6 мм, глибиною 0,76 мм). Довжина ходу нарізів (крок нарізки) — 732 мм, чи 47,5 калібру. Приціл пластинчастий з 4 прорізами для стрільби на дистанцію до 600 метрів. Маса гвинтівки без багнета складала 4,65 кг, з багнетом — 5,3 кг. Довжина без багнета — 1424 мм, з багнетом — 1925 мм. Початкова швидкість кулі — 295 м/с.
Гільза патрона — паперова (1,5 оберта), з підклеєним картонним денцем — кружечком; маса порохового заряду складала 4,8 грама — відносний заряд 1:6,4. Перед зарядом знаходились папковий шпігель (піддон кулі) з основою ударного складу позаду і гніздом для яйцеподібної кулі попереду.
Затвор у гвинтівки Дрейзе представляв собою трубку, яка ковзала вперед і назад у ствольній коробці, яка складала продовження ствола, і яка містила в собі замочний механізм. Замикання його здійснювалося поворотом за годинниковою стрілкою, як єдиний бойовий виступ при цьому використовувалася рукоятка, що заходила для цього за скіс масивної ствольної коробки (подібно до того, як здійснюється фіксація у віконному шпінгалеті). Прорив газів частково усувався надвиганням конічної виїмки переднього кінця затвора на конічний задній обріз ствола. Щільне притискання затвора до поверхні конуса досягалося тим, що скіс, за який здійснювалося замикання, мав похилу поверхню.
Гвинтівка Дрейзе мала численні переваги. Скорострільність її була достатньо висока для того часу (до 10-12 пострілів на хвилину) завдяки тому, що всі операції по відмиканню і замиканню каналу ствола, його відкривання і закривання, досилання патрона в ствол, а також постановка ударника на бойовий взвод здійснювалися одним рухом по «перекручуванні» затвора. Не було необхідності ні рукою досилати патрон, заштовхуючи його в ствол, ні окремо зводити курок, як в системах з відкидним або крановим затвором.

### Недоліки
Голка, що запалювала капсуль, під час пострілу перебувала у патроннику, що не сприяло її довговічності. Пруссаки вважали нормальним мати три голки на боєзапас у 60 патронів — так часто вони виходили з ладу. Уривки паперових гільз, що не повністю згорали під час пострілу, засмічували ствол, приводячи до його підвищеного зносу. Поворотно-ковзний затвор (дав початок найпоширенішою конструкції затвора) нерідко м'яв при досиланні паперову гільзу. Проблема обтюрації порохових газів так і не була вирішена.